# Епархия Канди (Бенин)

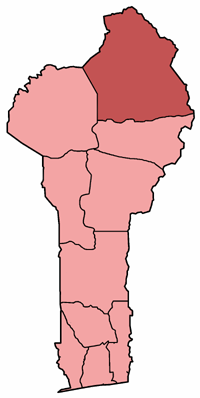
Карта расположения епархии Канди

Епархия Канди (лат.  Dioecesis Kandina) — епархия Римско-Католической Церкви с центром в городе Канди, Бенин. Епархия Канди входит в архиепархию Параку.

## История
19 декабря 1994 года Римский папа Иоанн Павел II учредил буллой «In apparando bismillesimo» епархию Канди, выделив её из архиепархии Параку. 16 октября 1997 года епархия Канди вступила в церковную провинцию Параку.

## Ординарии епархии
- епископ Marcel Honorat Léon Agboton (19.12.1994 — 29.01.2000);
- епископ Clet Feliho (29.01.2000 — по настоящее время).

## Источник
- Annuario Pontificio,  Libreria Editrice Vaticana, Città del Vaticano, 2003, ISBN 88-209-7422-3
- Булла In apparando bismillesimo anno  (лат.)